# Hegetórides
Hegetórides (griego antiguo: Ἡγητορίδης) fue un ciudadano de la isla griega de Tasos durante la guerra del Peloponeso entre Atenas y Esparta (431- 404 a. C.), mencionado por el historiador del siglo II Polieno. El Diccionario Clásico de Lemprière afirma que cuando Hegetórides vio que su ciudad estaba sitiada por las fuerzas atenienses y que existía una ley que declaraba la muerte para todo aquel que hablara de paz, se dirigió al ágora con una soga atada al cuello. Dijo a sus conciudadanos que hicieran con él lo que quisieran, siempre que salvaran a la ciudad del hambre y la muerte que prometía la guerra continua. Los tasianos se sobresaltaron de su determinación, pidieron la paz e indultaron a Hegetórides.
La principal autoridad clásica en la guerra del Peloponeso, Tucídides, no menciona a Hegetórides en absoluto, y parece mencionar a la propia Tasos sólo una vez, en el contexto de Galepso, una colonia de Tasos (Libro V de su Historia de la Guerra del Peloponeso). Es posible que la historia de Hegetórides tenga un origen anterior a la guerra del Peloponeso, ya que Tasos se rebeló contra la alianza ateniense en torno al 463 a. C. y fue atacada por Atenas. Desgraciadamente, en lo que respecta a la legitimidad del relato, no parece que los tasianos pidieran la paz. Cuando, en el 411 a. C., Tasos volvió a rebelarse durante la guerra del Peloponeso, un gobernador espartano asumió el poder en la isla, lo que sugiere que los tasios, en lugar de pedir la paz, se impusieron a Atenas.